# Југославија на Летњим олимпијским играма 1932.
Спортистима Југославије је ово било четврто учешће на Летњим олимпијским играма. Југославија је на Олимпијским играма 1932. у Лос Анђелесу била заступљена са 1 учесником, атлетичарем Вељком Наранчићем, који је сам сносио трошкове пута и такмичио се у бацању диска.

### Атлетика

#### Мушкарци
| Атлетичар      | Дисциплина   | Финале   | Финале     |
| Атлетичар      | Дисциплина   | Резултат | Место/Так. |
| -------------- | ------------ | -------- | ---------- |
| Вељко Наранчић | Бацање диска | 36,51    | 17/18      |

## Занимљивости око одласка на ОИ 1932.
Југословенски олимпијски комитет није био заинтересован за одлазак на Игре у Лос Анђелес 1932. због високих трошкова путовања. Атлетичари Вељко Наранчић (диск), зубар из Загреба и професор из Земуна Вилим Меснер (копље), службеник Министарства за физичко васпитање народа и учесник Игара у Амстердаму 1928, одлучили су да отпутују у САД и изађу у сусрет исељеницима који су од Министарства тражили да се у Лос Анђелесу такмиче и југословенски спортисти.
Отпутовали су, делом из помоћ Министарства за физичко васпитање народа (задатак им је био да проуче уређење физичке културе у САД и организацију Игара), а делом сопственим средствима. За Игре их је пријавио Миливоје Наумовић, југословенски конзул у Сан Франциску. Међународни олимпијски комитет (МОК) прихватио је ову пријаву и са одоберењем Швеђанина Зигфрида Едстерма, председника Међународне атлетске федерације и будућег председника МОК-а, и југословенска застава се нашла на Стадиону „Колосеум” са још 36 застава учесника. Збод дугог исцрпљујућег пута Наранчић није постигао запаженији резултат, али је сачувао континуитет учешћа југословенских спортиста на Играма. Меснер се повредио и није старовао, па га нема на листи учесника игара.
Невероватно је то да је ЈОК упутио протест МОК-у, што је Наранчићу дозвоолио наступ иако га национални комитет није пријавио. Због тога се председник МОК-а Белгијанац Анри де Бајле-Латур на седници у Бечу 1933. извинио Југословенском олимпијском комитету.